# Александър Пушкин
Вижте пояснителната страница за други личности с името Пушкин.
Алекса̀ндър Сергѐевич Пу̀шкин (на руски: Алекса́ндр Серге́евич Пу́шкин, [ɐlʲɪkˈsandr sʲɪrˈɡʲe(j)ɪvʲɪtɕ ˈpuʂkʲɪn]) е руски поет, драматург, литературен критик, историк, публицист и белетрист от периода на Романтизма, смятан от мнозина за най-значимия руски поет и основоположник на съвременната руска литература. Той не само подкрепя някои от идеите на декабристите, но и засяга основните социални проблеми на своето време.

## Биография

### Ранни години

#### Произход и детство
По права линия Александър Пушкин произлиза от големия нетитулуван дворянски род Пушкини, водещ началото си според семейната легенда от някой си Ратша. Самият Пушкин отъждествява Ратша с известния от историята Ратмир, загинал през 1268 г., но според по-нови изследвания той трябва да е живял столетие по-рано.
Дядото на Пушкин по бащина линия, Лев Пушкин (1723 – 1790), е гвардейски подполковник, а бащата Сергей Пушкин (1767 – 1848) е държавен чиновник и любител поет. Чичо му Василий Пушкин е известен поет от кръга на Николай Карамзин. Майката на Пушкин, Надежда Осиповна (1775 – 1836) е внучка на Абрам Ханибал, известният приближен на император Петър I с африкански произход. От децата на Сергей и Надежда Пушкини, освен Александър, до зряла възраст достигат Олга Павлишчева (1797 – 1868) и Лев Пушкин (1805 – 1852).
Александър Пушкин се ражда на 6 юни (26 май стар стил) 1799 г. в Москва и е кръстен на 19 юни в църквата „Богоявление“ в Елохово. Летните месеци на 1805 – 1810 г. той прекарва при своята баба по майчина линия Мария Ганибал в село Захарово край Звенигород. Детски впечатления от този период са отразени в някои от ранните му стихотворения, като „Монах“ (1813), „Бова“ (1814), „Послание к Юдину“ (1815), „Сон“ (1816). Баба му пише за него, че има непостоянни настроения и е умен и обича книгите, но се учи зле.

#### В Царскоселския лицей
През есента на 1811 г. Александър Пушкин постъпва в новооткрития Императорски царскоселски лицей в днешния град Пушкин. Там той преживява Наполеоновата война от 1812 година и за пръв път показва своя поетичен талант.
В Царскоселския лицей Пушкин пише множество стихотворения, вдъхновени от френските класически поети от XVII – XVIII век, които познава още от детството си. Любимите му автори през този период са Волтер и Еварист Парни. Влияние му оказват и руските поети Константин Батюшков и Денис Давидов, най-влиятелният руски романтик Василий Жуковски и сатириците Денис Фонвизин и Александър Радишчев.
През юли 1814 г. Александър Пушкин за първи път публикува свое произведение – стихотворението „К другу-стихотворцу“ е отпечатано в московското списание „Вестник Европы“, подписано с псевдонима Александр Н.к.ш.п.. Стихотворението „Воспоминания в Царском Селе“ е оценено високо от известния поет Гавриил Державин, пред когото Пушкин го чете по време на събитие в началото на 1815 година, свързано с годишнината от Наполеоновата война. Малко по-късно то е публикувано в списанието „Росийски музеум“.
Още докато учи в Царскоселския лицей, Пушкин става член на литературното дружество „Арзамас“. То участва в полемика с дружеството Беседа на любителите на руското слово, критикувайки класицизма и застъпвайки се за модернизация на руската литература.

#### Първи литературни опити
Александър Пушкин завършва Царскоселския лицей през юни 1817 година, получава граждански чин колежки секретар и е назначен за чиновник в Колегията на външните работи в Санкт Петербург. През следващите месеци той става редовен посетител на театрите, участва в събранията на дружеството „Арзамас“, а през 1819 година става член на литературно-театралното дружество „Зелена лампа“, свързано с декабристкия Съюз на благоденствието. През лятото на 1817 година за пръв път посещава имението на майка си в Михайловское в Псковска губерния, където по-късно е интерниран за две години.
Макар че не участва в дейността на декабристките тайни организации, Пушкин е в приятелски отношения с много техни активни членове и става автор на политическите епиграми и стихове „К Чаадаеву“ (1818), „Вольность“ (1818), „Н. Я. Плюсковой“ (1818), „Деревня“ (1819).
През този период Александър Пушкин работи над поемата „Руслан и Людмила“ („Руслан и Людмила“), започната в лицея и отразяваща програмата на литературното дружество „Арзамас“ за нуждата от създаване на национална героична поема. Публикувана през 1820 година, тя предизвиква разнопосочни реакции, които след прогонването на Пушкин от столицата се превръщат в шумни спорове. Някои критици се възмущават от ниския стил на поемата и дори привърженици на демократизацията на литературата, като Дмитрий Зиков, критикуват смесването на руско-френски изразни средства с фолклорна стилистика.

### 20-те години

#### В Южна Русия
През пролетта на 1820 година Пушкин е извикан при петербургския генерал-губернатор Михаил Милорадович, за да даде обяснения за свои стихове, включително епиграми по адрес на граф Алексей Аракчеев, архимандрит Фотий Спаски и самия император Александър I, които са сметнати за несъвместими с положението му на държавен служител. Съществува опасност той да бъде изпратен на заточение, но със съдействието на Карамзин той е преназначен в Кишинев в канцеларията на генерал Иван Инзов.
Александър Пушкин заминава за Кишинев, но по пътя получава белодробно възпаление след къпане в река Днепър и в края на май семейство Раевски го взимат със себе си в Кавказ и Крим, за да подобри здравето си. На 16 август те пристигат във Феодосия, а след отиват в Гурзуф. В Гурзуф Пушкин и Раевски отсядат в дома на херцог Арман-Еманюел дю Плеси дьо Ришельо и прекарват там няколко седмици.
През този период Пушкин продължава работата си по започнатата малко по-рано поема „Кавказки пленник“ („Кавказский пленник“) и пише няколко лирически стихотворения, част от тях посветени на дъщерите на Раевски. В Крим той замисля и романа „Евгений Онегин“ („Евгений Онегин“). През септември, на път към Симферопол, той посещава двореца в Бахчисарай, който по-късно става тема на поемата „Бахчисарайски фонтан“ („Бахчисарайский фонтан“). По това време той се запознава с работите на Джордж Байрон и Андре Шение, които оказват силно влияние върху стила му, и пише стихотворението „Погасло дневное светило…“, на което поставя подзаглавие „Подражание на Байрон“.
Александър Пушкин пристига в Кишинев едва през септември и започва работа при генерал Инзов, председател на Попечителния комитет за чуждестранните колонисти в Южна Русия. На практика той не е много ангажиран в службата си и често пътува – гостува на приятели в Черкаска област през зимата на 1820 – 1821 година, посещава Киев и Одеса, прави обиколки из Молдова, заедно с Иван Липранди. През май 1821 година Пушкин става член на кишиневската масонска ложа „Овидий“.
През 1822 година Пушкин публикува „Кавказки пленник“, първата от своите „южни поеми“. За разлика от спорната „Руслан и Людмила“, тя го превръща във водещата фигура на руската литература и му донася голяма слава, съпътствала го до края на живота му. През този период той замисля историческите поеми „Мстислав“ („Мстислав“) и „Вадим“ („Вадим“), пише сатиричната поема „Гавриилиада“ („Гавриилиада“, 1821) и поемата „Братя разбойници“ („Братья разбойники“, 1822). През май 1823 година започва да пише в Кишинев своя роман в стихове „Евгений Онегин“.
През юли 1823 година Александър Пушкин успява да се прехвърли на работа в Одеса в канцеларията на генерал-губернатора на Новорусия Михаил Воронцов. Не след дълго двамата влизат в конфликт, заради небрежното отношение на Пушкин към работата му и флирта му със съпругата на генерала Елизавета Воронцова. През 1824 година излиза поемата му „Бахчисарайски фонтан“, която също има успех.

#### В Михайловское
През 1824 година московската полиция залавя писмо на Пушкин, в което той пише за увлечението си по „атеистични учения“. То става причина за отстраняването му от държавна служба на 8 юли и въдворяването му в имението на майка му в Михайловское. Малко след това той влиза в остър конфликт с баща си, а през есента роднините му напускат имението.
През следващите месеци Пушкин продължава да работи активно и често посещава съседното имение на Прасковя Осиповна, която разполага с голяма библиотека. До края на живота си той остава в близки приятелски отношения с Осипова и нейното голямо семейство. През 1825 година в дома на Осипова среща Анна Керн, с която се познава още от Петербург, и ѝ посвещава известното стихотворение „Я помню чудное мгновенье…“. По това време той се увлича по билярда и според спомените на съвременници става много добър играч.
По време на престоя си в Михайловское Александър Пушкин завършва започнатите още в Одеса стихотворения „Разговор книгопродавца с поэтом“, в което формулира професионалното си кредо, и „К морю“, в което коментира властта на историческите обстоятелства над личността, пише поемата „Цыганы“ и продължава работата си по „Евгений Онегин“. Същевременно през есента на 1824 година продължава своите автобиографични записки, изоставени след пристигането в Кишинев, и започва да обмисля драмата „Борис Годунов“, която завършва в края на следващата година.

#### След заточението
В нощта на 3 срещу 4 септември 1826 година Пушкин получава нареждане да се яви незабавно в Москва пред коронясания император Николай I. На 8 септември той получава аудиенция на четири очи с царя, в резултат на което поетът е освободен от заточението и му е гарантирана независимост от обичайната цензура. Въпреки това той остава привързан към Михайловское – още месец след края на заточението си Пушкин се връща там за няколко месеца, а и през следващите години често посещава имението.
През 1827 година полицията започва разследване срещу Александър Пушкин във връзка с писаното още в Михайловское стихотворение „Андрей Шенье“, което коментира Декабристкото въстание, а през следващата година – за кишиневската поема „Гавриилиада“. Тези дела са прекратени по височайша заповед, след като поетът дава обяснения, но той все пак е поставен под полицейски надзор.
През 20-те години в творчеството на Пушкин се появява интерес към личността на император Петър I, който става герой на вече започнатия роман за прадядо му Абрам Ханибал, както и на новата поема „Полтава“ („Полтава“). Публикувана през 1829 година, поемата не среща разбирането на читатели и критика. В черновата на статия с възражения към критиците на „Полтава“ Пушкин пише: „Най-зрялата от всички мои стихотворни повести, тази, в която почти всичко е оригинално... – „Полтава“, която Жуковски, Гнедич, Делвиг, Вяземски предпочитат пред всичко, което съм написал досега, „Полтава“ нямаше успех.“ След „Полтава“ отношението към Пушкин на критиката и публиката става по-хладно и критично.
През декември 1828 година Пушкин се запознава с шестнадесетгодишната Наталия Гончарова, в която, по собствените му думи, се влюбва от първата среща. В края на април 1829 година той прави предложение за брак, но получава неопределен отговор от майката на момичето. Силно разстроен, той заминава при генерал Иван Паскевич, който командва руските войски в Кавказ във войната с Османската империя. Той посещава щаба на генерала, след което живее известно време в Тифлис. Впечатленията си от това пътуване описва в „Путешествие в Арзрум“. И след връщането си в Москва той е приет хладно от Гончарови, може би защото майката на Наталия се опасява от политическата неблагонадеждност на Пушкин, неговата бедност и страст към хазарта.

### 30-те години

#### В Болдино и завръщане в Санкт Петербург
През 1830 година Александър Пушкин прави ново предложение за брак на Наталия Гончарова и този път то е прието. През есента той заминава за Болдино, имение на баща му в Нижегородска губерния, за да поеме владението на близкото село Кистенево, подарено му от баща му за сватбата. Там той е задържан за три месеца от наложена карантина, заради епидемия от холера. Този период, наричан в литературната история Болдинска есен, е най-продуктивният период в живота на поета, който създава по това време множество произведения: „Повести на покойния Иван Петрович Белкин“ („Повести покойного Ивана Петровича Белкина“), „Малки трагедии“ („Маленькие трагедии“), последните глави на „Евгений Онегин“, „Къщичка в Коломна“ („Домик в Коломне“), „История на село Горюхин“ („История села Горюхина“), „Приказка за попа и неговия работник Балда“ („Сказка о попе и о работнике его Балде“), чернови за няколко критически статии и около 30 стихотворения.
След време Пушкин и съпругата му Наталия Гончарова, за която се жени на 18 февруари 1831 година, стават редовни участници в придворното общество.

#### Конфликт с императора
Когато царят дава на Пушкин най-ниската придворна титла – камер юнкер, последният е разгневен, защото смята, че това е направено не само за да може съпругата му, която има много обожатели, включително самият цар, да може да посещава дворцовите балове, но също и за да го унижат.

#### Последни години и смърт
Основна статия: Последен дуел и смърт на Александър Сергеевич Пушкин
През 1837 г., затънал в дългове, докато според слуховете жена му е замесена в скандална любовна връзка, Александър Пушкин призовава на дуел смятания за неин любовник Жорж Дантес. По време на дуела и двамата са ранени, но Пушкин смъртоносно. Той умира два дни по-късно. Всъщност Пушкин е улучен смъртоносно по случайност. Поетът се цели дълго време в своя опонент и накрая Дантес изгубва търпение и стреля. Вместо да уцели Пушкин в крака, както е било планирано, той го уцелва в корема, което за жалост се оказва фатална грешка.
Правителството се страхува от политически демонстрации по време на погребението на Пушкин, поради което ограничава достъпа до него. Тялото му е пренесено тайно в имението на майка му.

## Творчество
Творбите на Пушкин са писани под влиянието на сатирата на Волтер, поезията на Байрон и трагедиите на Шекспир. Много от неговите произведения са считани от критиците за шедьоври. Самият Пушкин предпочита романа „Евгений Онегин“, който пише в продължение на няколко години. Той е един от малкото поети или писатели, които болшевиките не забраняват, когато идват на власт, може би отчасти дължащо се на факта, че Пушкин самият е бунтар и е в конфликт с правителството поради политическите си убеждения. Дори кръщават Царское село на него.
Творчеството на А. С. Пушкин дава основа за много музикални произведения, например операта на Чайковски „Евгений Онегин“ (1879) или „Борис Годунов“ на Мусоргски (1874). Много от творбите му са екранизирани.
Множество градове по света имат паметници на поета. Най-много те са в Русия, като Москва и Санкт Петербург имат по няколко.

## Пушкин и България
За българите са интересни едноименните му стихотворение и повест „Кърджали“, описващи живота на българите в северното Придунавие – Бесарабия (Буджак) и Молдова и на легендарния кърджалия Стоян Индже войвода с усета на творец-очевидец. За да не остане у никого съмнение за кого точно пише, той ясно посочва в стихотворението: „В степях зелёных Буджака... Семействами болгары тут.“ и също в повестта: "Кирджали был родом булгар. Кирджали на турецком языке значит витязь, удалец.
Неговият син генерал Александър Александрович Пушкин, участва в Руско-турската война и е командващ на 13 Нарвски хусарски полк, част от „летящия отряд“ на генерал Александър Лермонтов, който освобождава Бургас.
На Александър Пушкин е наречен булевард в кварталите „Бъкстон“, „Гърдова глава“ и „Резиденция Бояна“ в София (Карта).